# Raymond Debruyckere
Raymond Debruyckere (selon son acte de naissance Robert Maurice De Bruyker), né le 24 février 1907 à Lomme et mort le 24 avril 1973 à Cucq, est un coureur cycliste français, professionnel de 1931 à 1941.

## Palmarès
- 1932
  - Paris-Lens
  - 2e du Circuit du Port de Dunkerque
- 1933
  - Circuit franco-belge (Tour de l'Eurométropole)
  - G.P de la Somme
- 1934
  - 3e de Paris-Dunkerque
- 1935
  - 2e du Grand Prix de Fourmies